# Guadasséquies
Guadasséquies, també coneguda com a Vorasséquies, és un municipi del País Valencià a la comarca de la Vall d'Albaida. El gentilici dels seus habitants és guadassequians o vorassequians.

## Geografia
Situat a la ribera del riu Albaida. El terreny és pla, encara que amb ondulacions entre les quals destaquen la muntanya de la Serreta, el turó de Molló i la lloma de Casa Marau. El límit municipal és solcat pel riu Albaida, de sud a nord, i el barranc de Garrofero, per l'oest.
La població es troba en terreny pla, encara que lleugerament inclinat en pendent descendent cap a l'est. A causa de la construcció del pantà de Bellús, la part baixa del terme municipal es troba en una zona inundable, per la qual cosa el nivell de l'aigua i les terres inundades varien considerablement segons les estacions.
Des València, s'accedix a Guadasséquies a través de la A-7 per enllaçar amb la N-340.

### Municipis limítrofs
|                              | Nord: Bellús, Xàtiva Serra Grossa   |                                                         |
| Oest: l'Olleria Serra Grossa | Rosa dels vents                     | Est: Benigànim i la Pobla del Duc Embassament de Bellús |
|                              | Sud: Alfarrasí i Sempere Benicadell |                                                         |

## Història
En el camí de Xàtiva s'han trobat restes d'atuells de terra sigillata, i en el paratge del Carasol o la Redona hi ha vestigis d'una vil·la romana. No apareix en el "Llibre del Repartiment" de la conquesta de Jaume I, però en 1353 va ser adquirida per Bernat Ferrer l'antiga alqueria àrab, origen de la població, per compra a Pere el Cerimoniós. Al segle xvi posseïa el senyoriu Ramon Sanz de la Llosa i San Ramon; va passar després als Cruïlles i últimament als marquesos de Mirasol, fins a l'abolició dels senyorius al segle xix. Va pertànyer a Xàtiva i a la governació del Xúquer fins a 1707, després passaria a formar part de la província de Xàtiva fins a 1833 quan es va independitzar com a municipi en el context de la nova divisió territorial d'Espanya..

## Economia
Predominantment industrial, amb dos polígons industrials en els quals predomina les relacionades amb productes químics i fertilitzants, plàstics, el tèxtil i indústries menors bastant diversificades.
En les terres de regadiu, regades pel riu Albaida, es cultiva blat, dacsa, hortalisses i fruiters. Les de secà es destinen a la vinya, olivar i altres fruiters.

## Demografia
| 1842 | 1857 | 1860 | 1877 | 1887 | 1897 | 1910 | 1920 | 1930 | 1940 | 1950 | 1960 | 1970 | 1981 | 1991 | 2001 | 2011 | 2021 |
| ---- | ---- | ---- | ---- | ---- | ---- | ---- | ---- | ---- | ---- | ---- | ---- | ---- | ---- | ---- | ---- | ---- | ---- |
| 245  | 294  | 300  | 277  | 348  | 358  | 375  | 325  | 334  | 333  | 337  | 358  | 346  | 360  | 358  | 405  | 437  | 459  |

El poblament actual va tenir el seu origen en les alqueries islàmiques de Benimantell i Wad as-Sákkar ("el riu ebri"). La primera es va despoblar al segle xiv; la segona és l'actual Guadasséquies, que subsistiria com localitat morisca, fins a l'expulsió de tots els seus habitants, unes 30 famílies, el 1609 per la llei d'expulsió dels moriscos. Repoblada per cristians de Xàtiva (23 llars en 1646), es desenvoluparia molt lentament fins a arribar a les 52 famílies de 1792, els 325 habitants de 1900 i els 385 de 1940.

## Política i govern

### Composició de la Corporació Municipal
El Ple de l'Ajuntament està format per 7 regidors. En les eleccions municipals de 26 de maig de 2019 foren elegits 4 regidors del Partit Popular (PP), 1 de Compromís per Guadasséquies (Compromís), 1 del Partit Socialista Obrer Espanyol (PSOE) i 1 de Ciutadans - Partit de la Ciutadania (Cs).
| Eleccions municipals de 26 de maig de 2019 - Guadasséquies                                                               |                                                  |                                     |                                     |      |            |          |
| Candidatura | Candidatura                                      | Candidatura                         | Cap de llista                       | Vots | Vots       | Regidors |
| | Partit Popular                                   |                                     | Virginia Contreras Caballero        | 160  | 48,19 %    | 4 (-1)   |
| | Compromís per Guadasséquies: Compromís Municipal |                                     | Venanci Valiente Gandia             | 77   | 23,19 %    | 1 (+1)   |
| | Partit Socialista Obrer Espanyol                 |                                     | Romualdo Peris Garcia               | 52   | 15,66 %    | 1 (-1)   |
| | Ciutadans - Partit de la Ciutadania              |                                     | Ana Isabel Vidal Gómez              | 41   | 12,35 %    | 1 (+1)   |
| | Vots en blanc                                    |                                     |                                     | 2    | 0,60 %     |          |
| Total vots vàlids i regidors                                                                                             | Total vots vàlids i regidors                     | Total vots vàlids i regidors        | Total vots vàlids i regidors        | 332  | 100 %      | 7        |
| | Vots nuls                                        | Vots nuls                           | Vots nuls                           | 3    | 0,90 %     |          |
| Participació (vots vàlids més nuls)                                                                                      | Participació (vots vàlids més nuls)              | Participació (vots vàlids més nuls) | Participació (vots vàlids més nuls) | 335  | 91, 53 %** |          |
| Abstenció | Abstenció                                        | Abstenció                           | Abstenció                           | 31*  | 8,47 %**   |          |
| Total cens electoral | Total cens electoral                             | Total cens electoral                | Total cens electoral                | 366* | 100 %**    |          |
| Alcalde: Virginia Contreras Caballero Per majoria absoluta dels vots dels regidors (4 vots del PP)                       |                                                  |                                     |                                     |      |            |          |
| Fonts: Generalitat Valenciana. JEZ de Xàtiva. (* No són vots sinó electors. ** Percentatge respecte del cens electoral.) |                                                  |                                     |                                     |      |            |          |

### Alcaldes
Des de 2019 l'alcaldessa de Guadasséquies és Virginia Contreras Caballero del Partit Popular (PP).
| Període                       | Alcalde o alcaldessa         | Partit polític | Data de possessió | Observacions |
| ----------------------------- | ---------------------------- | -------------- | ----------------- | ------------ |
| 1979–1983                     | Santiago Julià Jornet        | CI             | 19/04/1979        | --           |
| 1983–1987                     | Alfonso Valls Esparza        | PDL            | 28/05/1983        | --           |
| 1987–1991                     | Alfonso Valls Esparza        | UV             | 30/06/1987        | --           |
| 1991–1995                     | Vicente Castelló Ferrando    | PSPV-PSOE      | 15/06/1991        | --           |
| 1995–1999                     | Vicente Castelló Ferrando    | PSPV-PSOE      | 17/06/1995        | --           |
| 1999–2003                     | Carmen Vidal Vallés          | PP             | 03/07/1999        | --           |
| 2003–2007                     | Carmen Vidal Vallés          | PP             | 14/06/2003        | --           |
| 2007–2011                     | Carmen Vidal Vallés          | PP             | 16/06/2007        | --           |
| 2011–2015                     | Carmen Vidal Vallés          | PP             | 11/06/2011        | --           |
| 2015–2019                     | Carmen Vidal Vallés          | PP             | 13/06/2015        | --           |
| 2019-2023                     | Virginia Contreras Caballero | PP             | 15/06/2019        | --           |
| Des de 2023                   | n/d                          | n/d            | 17/06/2023        | --           |
| Fonts: Generalitat Valenciana |                              |                |                   |              |

## Monuments i llocs d'interés

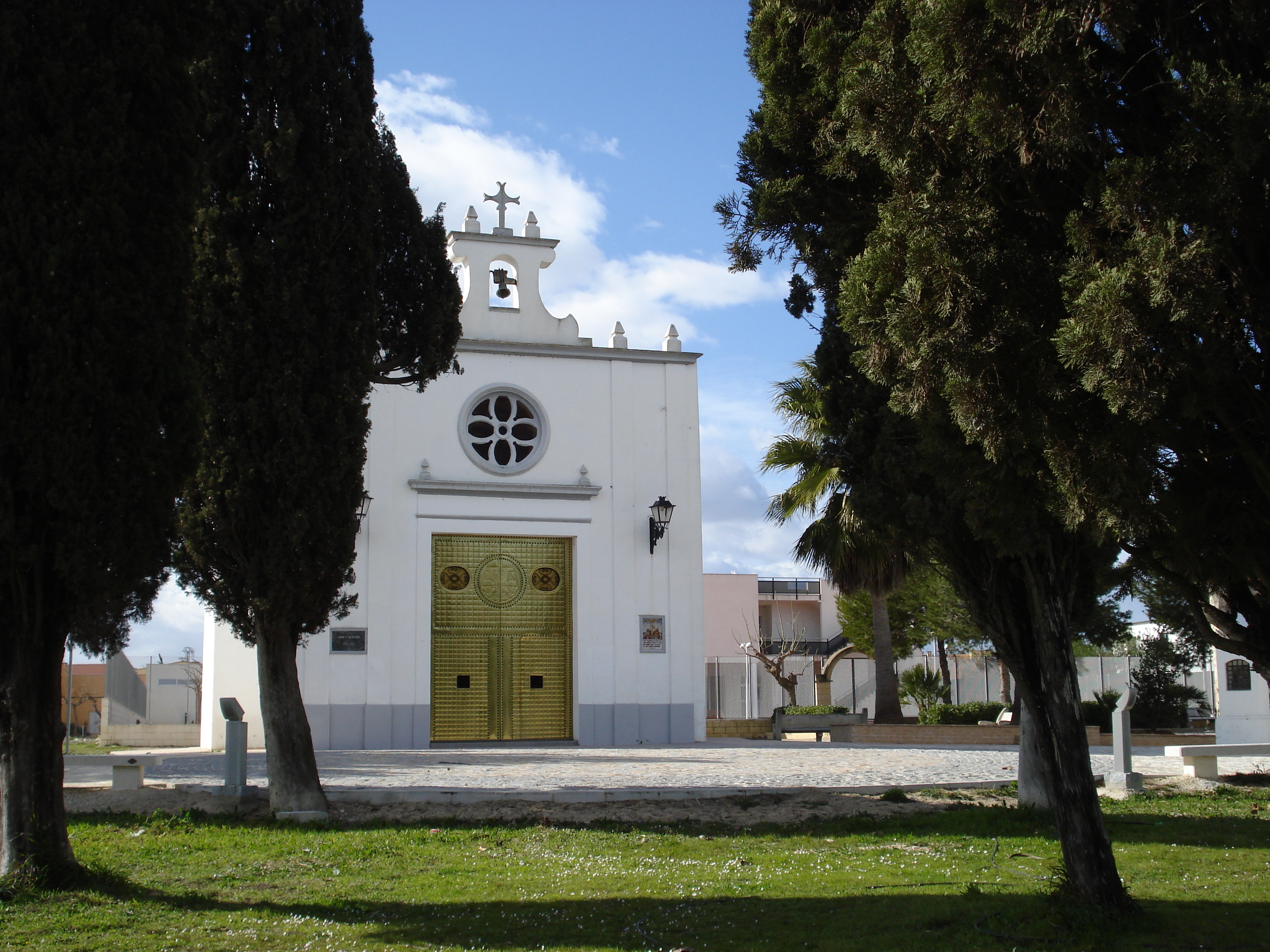
Ermita del crist de l'Empar.

- Antiga Església-Museu Parroquial. Data del segle xviii-xix i està dedicada a la Mare de Déu de l'Esperança. Completament restaurada i amb un bell entorn natural.

- Ermita del Crist. Data de 1906 en substitució de l'antiga, s'hi guarda el llenç del Crist de l'Empar del segle xvii.

- Zona Embassament de Bellús. Es va construir l'any 1995 en el llit del riu Albaida formant una llacuna artificial amb una flora i fauna autòctona singular.

## Festes
- Festes Patronals. En honor de sant Roc, la Mare de Déu de l'Esperança i el Crist de l'Empar. Se celebren entre el primer i segon cap de setmana d'agost amb revetlles, sopars populars a la plaça, processons i desfilada humorística.
- Festa de la Mare de Déu de l'Esperança. Se celebren el 18 de desembre amb l'encesa d'una foguera al costat de l'antiga església i posterior sopar popular al seu voltant. Actes dedicats especialment a la gent gran de la població.
- Festa de Sant Antoni Abat. El cap de setmana més proper que al 17 de gener (dia d'Antoni Abat), es realitza una foguera amb sopar popular, processó, benedicció d'animals, i jocs infantils durant tot el dia.